# Domaniczi
Domaniczi (ros. Доманичи) – wieś (sieło) w Rosji, w obwodzie briańskim, w rejonie poczepskim. W 2021 liczyła 567 mieszkańców.